# هیده‌کی یوکاوا
هیدکی یوکاوا (به ژاپنی: 湯川 秀樹) فیزیک‌دان ژاپنی بود که فرضیه مزون‌ها را بنیان نهاد. وی در سال ۱۹۴۹ موفق به دریافت جایزه نوبل فیزیک شد.

## زندگی‌نامه
وی در ۲۳ ژانویه ۱۹۰۷ در توکیو به دنیا آمد. پس از فارغ التحصیلی در دانشگاه کیوتو در مورد ذرات بنیادی تحقیق کرد و به این نتیجه رسید که باید ذراتی وجود داشته باشند و در نیروی قوی هسته ای شرکت کنند تا هسته پایدار بماند او این ذرات را مزون به معنی میانه نامید زیرا جرم آن‌ها بیشتر از الکترون و کمتر از پروتون است. ابتدا فکر کرد که میون عامل چنین نیرویی است اما بعداً مشخص شد که پیون چنین کاری می‌کند.
این فیزیک‌دان ژاپنی در ۱۹۴۹ به جایزۀ نوبل فیزیک دست‌ یافت. این جایزه به‌سبب کشف نیروی هسته‌ای قوی که پروتون‌ها و نوترون‌ها را در درون هستۀ اتمی در پیوند باهم نگه می‌دارد و نیز به‌سبب پیش‌بینی وجود ذره‌ای زیراتمی با نام مزون در ۱۹۳۵ به او اعطا شد. یوکاوا در کیوتو زاده شد و همان‌جا هم درس خواند. زندگی حرفه‌ای‌اش را در دانشگاه کیوتو گذراند و در ۱۹۳۹ به مقام استادی آن‌جا رسید. در ۱۹۵۳، مدیریت مؤسسۀ پژوهشی نوبنیاد این دانشگاه در زمینۀ فیزیک بنیادی را برعهده گرفت. نظریۀ نیروهای هسته‌ای یوکاوا بر اصل موضوع وجود نیروی تبادل هسته‌ای، که در خلاف جهت دافعۀ متقابل پروتون‌ها عمل می‌کند و درنتیجه هسته را یکپارچه نگه‌می‌دارد، استوار شده است. بنابر پیش‌بینی او، برقراری این نیروی تبادل مستلزم وجود و تبادل نوعی ذره است که تا آن زمان شناسایی نشده بود. او برد نیروی هسته‌ای و جرم این ذرۀ فرضی را هم محاسبه کرد. او گفته بود که این ذره باید ناپایدار باشد و نیم‌عمر فوق‌العاده کوتاهی داشته باشد. تصور می‌شد که موئون کشف‌شده در ۱۹۳۶ همین ذرۀ یوکاوا باشد که در ابتدا آن را مزون مو نامیدند؛ اما بعدها مشخص شد که ذرۀ یوکاوا مزون پی یا پیون است که در ۱۹۴۷ کشف شد. یوکاوا در ۱۹۳۶ چنین پیش‌بینی کرد که هستۀ اتم می‌تواند یکی از درونی‌ترین الکترون‌های مداری‌اش را جذب کند که این فرآیند هم‌ارز گسیل یک پوزیترون از هسته است. این درونی‌ترین الکترون‌ها به پوستۀ الکترونی K تعلق دارند. به فرآیند جذب الکترون در هسته گیراندازی (کی) K می‌گویند.